# Dominique Casajus

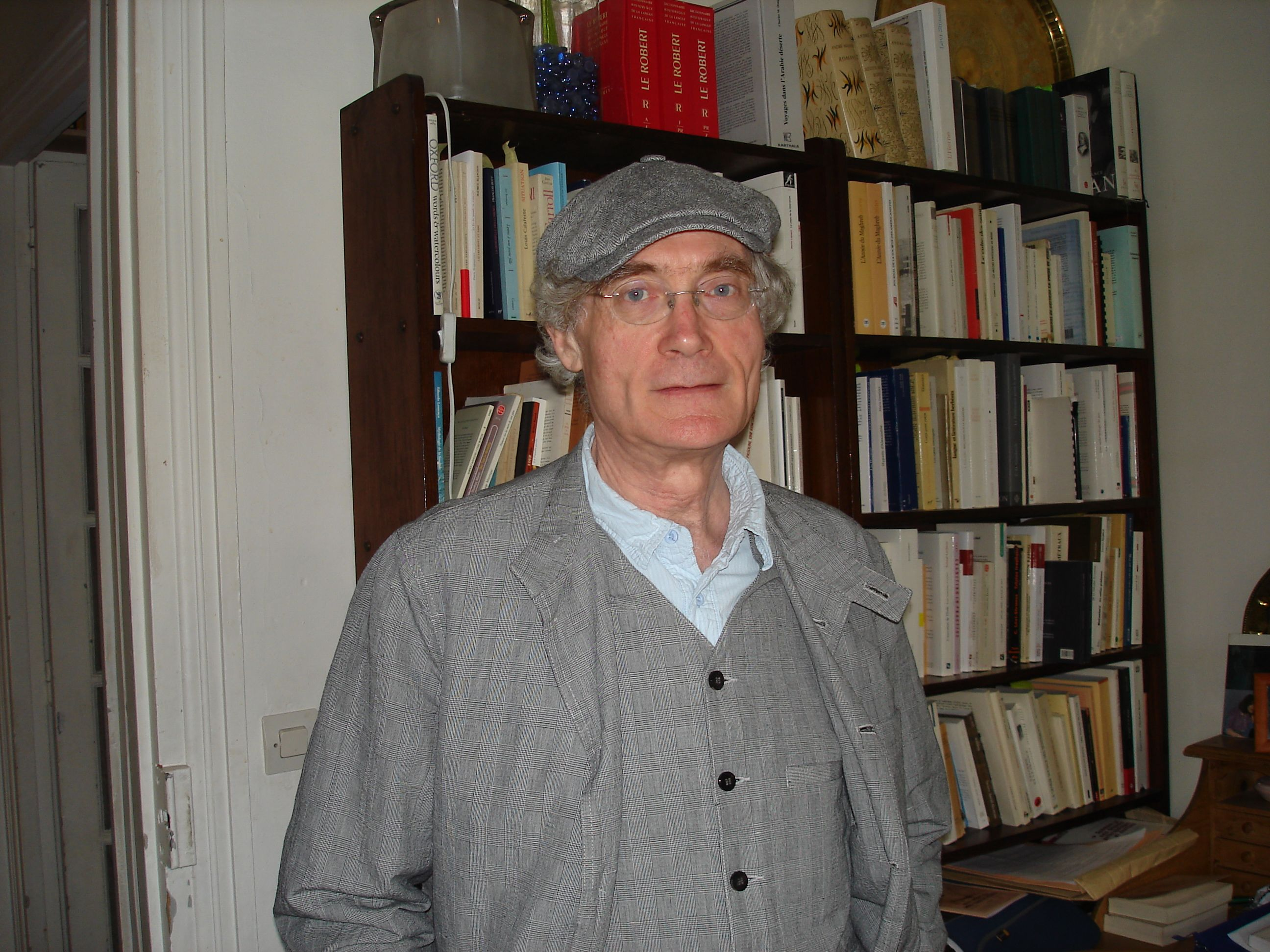
Foto del 2011.

Dominique Casajus (n. 5 de junio de 1950) es un antropólogo y sociólogo francés especialista en temas africanos, director de investigación en el Centro de Investigación Científica Nacional de Francia.

## Trayectoria
Dominique Casajus fue alumno de la École polytechnique, donde se graduó en 1969. Es miembro del Instituto de Mundos Africanos y director del Centro de Historia Social del Islam mediterráneo.
Entre sus temas de investigación se encuentran la oralidad y la escritura de la poesía, la colonización del norte de África, la Cuestión homérica, los escritores de viajes y la historia de las escrituras líbico-bereberes.
Su trabajo se ha centrado en los tuaregs del Sahel. Estudió su vida familiar y social, sobre todo teniendo en cuenta la condición de la mujer, la poesía amorosa, y la poesía guerrera. También se dedicó a la historia de los primeros contactos entre los tuaregs y los franceses, que lo llevó a estudiar las obras y el destino de Henri Duveyrier y de Carlos de Foucauld. También está interesado en la poesía trovadoresca, así como en las discusiones relativas a la Cuestión homérica, sobre la que examinó en particular el papel de Jean-Jacques Rousseau.

## Algunas de sus obras

### Libros y capítulos de libros

#### Sobre tradición oral
- Casajus, Dominique (2012). L'aède et le troubadour: essai sur la tradition orale. 205 páginas. París: CNRS. ISBN 978-2-271-07349-5. Temas sobre literatura popular, historia y crítica.
  - El aedo y el trovador: ensayo sobre la tradición oral.

#### Sobre la cultura tuareg
- Casajus, Dominique (prefacio: Geneviève Calame-Griaule) (1985). «Peau d'âne et autre contes Touaregs». 167 páginas. Collection Connaissance des hommes (en francés-tuareg (bilingüe)) (París: L'Harmattan). ISSN 0763-7993.
  - Pata de burro y otros cuentos de los tuareg.

- Casajus, Dominique (1987). La Tente dans la solitude: la société et les morts chez les Touaregs Kel Ferwan. 390 páginas. Cambridge: Cambridge University Press. ISBN 0-521-30970-0.
  - La tienda en el yermo: la sociedad y los muertos entre los tuaregs de Kel Ferwan.

- Casajus, Dominique (2000). Gens de parole: langage, poésie et politique en pays touareg. Collection Textes à l'appui. Série anthropologie (en francés). 189 páginas. París: Éd. la Découverte. ISBN 2-7071-3266-7.

#### Sobre Carlos de Foucauld y Henri Duveyrier
- Foucauld, Charles de (prefacio de Casajus, Dominique) (1997). Chants touaregs. Collection Spiritualités (en francés). París: Albin Michel. ISBN 2-226-09432-6.
- Casajus, Dominique (1999). «La vie saharienne et les "Vies" du Père de Foucauld».  En Galand, Lionel, ed. Lettres au marabout: messages touaregs au père de Foucauld. 254 páginas. París: Belin. ISBN 2-7011-2102-7.
  - Cartas al marabú: mensajes de los tuaregs al Padre De Foucauld.
    - Capítulo La vida sahariana y la Vidas del Padre De Foucauld.

- Duveyrier, Henri (introducción de Dominique Casajus) (2006) [febrero-abril de 1857]. Journal d'un voyage dans la province d'Alger (en francés). 159 páginas. París: Éd. des Saints Calus. ISBN 2-914314-03-5.
  - Diario de un viaje por la Provincia de Argel.
    - Las provincias de Argel, de Orán y de Constantina formaron parte de Argelia desde 1845 hasta 1870.

- Casajus, Dominique (2007). Henri Duveyrier: un saint-simonien au désert. Collection Témoin et acteur (en francés). 293 p. París: Ibis press. ISBN 978-2-910728-63-2.
  - Collection Témoin et acteur: Colección Testigo y parte.
    - Henri Duveyrier: un sansimonista en el desierto.

- Casajus, Dominique (2003). Le destin saharien d'un saint-simonien rebelle: Henri Duveyrier chez les Touaregs (en francés). 1 vol. (p. 11-31). Extr. de : Gradhiva (2003), 33. París.
  - Gradhiva: revista semestral francesa de antropología y de museología, fundada en 1986 por Michel Leiris y Jean Jamin y que es publicación del Museo del muelle Branly - Jacques Chirac; el nombre de la revista alude al personaje de Gradiva, de la novela homónima de Wilhelm Jensen, obra que daría lugar al ensayo de Freud El delirio y los sueños en Gradiva de W. Jensen (Der Wahn und die Träume in W. Jensens Gradiva, 1907). 
    -       - Jean Jamin (n. 1945): etnólogo y antropólogo francés.

    - Artículo El destino sahariano de un sansimonista rebelde: Henri Duveyrier entre los tuaregs.

- Casajus, Dominique (2009). Charles de Foucauld: moine et savant (en francés). 165 páginas. París: CNRS éd. ISBN 978-2-271-06631-2.
  - Charles de Foucauld: monje y estudioso.

#### Sobre la cuestión homérica
- Casajus, Dominique (2005). «Retour sur le dossier H».  En Baumgardt, Ursula; Derive, Jean, ed. Paroles nomades. Écrits d’ethnolinguistique africaine. En hommage à Christiane Seydou (en francés). París: Karthala. pp. 47-70. ISBN 978-2-84586-708-6. (sitio web alternativo).
  - V. también el apartado de enlaces externos.